# 尼奧肖鎮區 (堪薩斯州拉貝特縣)
尼奧肖鎮區（英語：Neosho Township）是位於美國堪薩斯州拉貝特縣的一個行政鎮區。

## 地方資料
尼奧肖鎮區的面積為71.83平方千米，當中陸地面積為69.58平方千米，而水域面積為2.25平方千米。根據2010年美國人口普查的數據，當地共有人口182人，而人口密度為每平方千米2.53人。

## 外部連結
- US-Counties.com
- City-Data.com （页面存档备份，存于）